# Agrius suffusa
Agrius suffusa är en fjärilsart som beskrevs av Tutt 1904. Agrius suffusa ingår i släktet Agrius och familjen svärmare. Inga underarter finns listade i Catalogue of Life.